# Ramal de Reguengos
El Ramal de Reguengos, originalmente designado Línea del Guadiana, era una conexión ferroviaria entre las localidades de Évora y de Reguengos de Monsaraz, en Portugal. Fue inaugurado el 6 de abril de 1927.

## Historia

### Antecedentes
Los primeros planos para la construcción de una unión ferroviaria entre las regiones de Alentejo y el área metropolitana de Lisboa datan de finales de la primera mitad del siglo XIX, para aportar un medio de transporte alternativo en las inadecuadas conexiones viarias en aquellas regiones, y, así, transportar más fácilmente los productos agrícolas, especialmente los cereales, a Lisboa; así, el gobierno contrató a la Compañía Nacional de los Ferrocarriles al Sur del Tajo para instalar un ferrocarril entre Beja y Évora y el Margen Sur del Tajo, donde se establecería una conexión fluvial a Lisboa. En 1859, no obstante, el gobierno designó a la Compañía de los Ferrocarriles del Sureste el tramo entre Vendas Novas y Beja y el respectivo Ramal a Évora; la conexión entre las dos empresas fue establecida en 1861, en la localidad de Vendas Novas, pero el hecho de que utilizasen anchos de vía diferentes impedía que las composiciones continuasen su viaje, lo que obligaba a efectuar trasbordos en esta estación. Para resolver este problema, la Compañía Nacional de los Ferrocarriles al Sur del Tajo fue nacionalizada, y el estado firmó, en 1864, un acuerdo con la Compañía de los Ferrocarriles del Sureste, otorgándole las antiguas líneas de la empresa para que les modificase el ancho; este documento también preveía, entre otros proyectos, una conexión entre Beja y la frontera con España, y continuar la línea hasta Évora, que había sido inaugurada el 14 de septiembre de 1863, hasta Estremoz. La Compañía del Sureste se enfrentó, no obstante, a varias dificultades financieras, lo que impidió pagar sus deudas al Estado portugués, por lo que las líneas fueron puestas en subasta pública; no aparecieron, no obstante, compradores, habiendo pasado las líneas al estado en 1869, aunque la Compañía continuase encargándose de proveer los servicios. Después de varios concursos infructuosos, realizados entre 1873 y 1883, el gobierno decidió organizar directamente las obras.

### Planificación
Un proyecto, datado en 1884, preveía la construcción de un ferrocarril entre Évora y Zafra, en España, pasando por Reguengos de Monsaraz, y por Mourão o Cheles; pese a los beneficios económicos que se esperaban de esta conexión, fue abandonada, debido a recelos, por parte de los militares, que decían que perjudicaban a la defensa del país.
Así, en el Plan de la Red Ferroviaria al Sur del Tajo, elaborado en 1899 y publicado oficialmente en un decreto de 1902, fue presentado otro proyecto, denominado Línea del Guadiana, debido a su trazado, que acompañaba el valle del Río Guadiana en territorio nacional. Este ferrocarril se iniciaba en Évora, pasaba por Mourão o Reguengos de Monsaraz, y después se unía en Moura a la Línea del Sureste; el tramo entre Moura y Pias sería común en las dos líneas, y continuaría hacia el Sur, a partir de Pias, hasta Pomarão, pasando por Serpa o Aldea Nova de São Bento. En Pomarão, se uniría con la Línea del Bajo Alentejo, que se iba a iniciar en la Línea del Sur, en Garvão o Casével. Además de esto, en Pomarão, existía un puerto fluvial que transportaba los productos de la región y los minerales de la Mina de São Domingos. Debido a las facilidades de navegación en el Guadiana a partir de este punto, no sería necesario continuar la línea hasta Vila Real de Santo António, cuya construcción sería demasiado costosa. La Línea del Guadiana era una de las más importantes, porque iba a facilitar el transporte de los productos mineros y agrícolas de la zona del Alentejo; el tramo entre Évora y Reguengos de Monsaraz se presentaba como prioritario, pudiendo ser demorada la construcción del resto de la línea. La instalación de la línea hasta Reguengos era considerada poco costosa, y de rendimiento adecuado.
La financiación para la construcción de las diversas conexiones proyectadas para la región Sur de Portugal, incluyendo la Línea del Guadiana, sería a cargo del fondo especial de los Ferrocarriles del Estado, que iba a ser aumentado con los resultados de explotación de las líneas, a la medida en que fuesen entrando en servicio. De este modo, por iniciativa del Ministro de Obras Públicas, Comercio e Industria, el Conde de Paçô Vieira, el gobierno fue autorizado a aportar 6.500.000.000 reales, por el fondo especial, a la construcción de varios ferrocarriles, incluyendo el tramo entre Évora y Reguengos.
El primer tramo de la Línea del Guadiana, entre Pias y Moura, abrió a la circulación en 1902, como parte de la Línea del Sudeste.

### Construcción e inauguración
Una ley, publicada  el 24 de abril de 1903, ordenó la construcción del tramo entre Évora y Reguengos de Monsaraz, y la realización de los respectivos estudios fue impuesta por una ordenanza del 19 de enero de 1904; un decreto del 27 de enero de 1912 autorizó a la alcaldía de Reguengos a contraer un préstamo de 500.000 escudos para financiar este proyecto. Las obras se iniciaron, así, el 15 de diciembre del año siguiente, siendo el sindicato agrícola indemnizado con las expropiaciones. La ley n.º 675, del 5 de abril de 1917, autorizó a la administración de los Ferrocarriles del Estado a continuar los trabajos, y la ley n.º 731, del 11 de junio, determinó que el estado debería hacer un préstamo de 150.000 escudos, para financiar la conclusión de la Línea de Évora a Reguengos, y para pagar el préstamo que la Cámara Municipal dio en 1912; los decreto 3939 y 4865, publicados, respectivamente, el 16 de marzo y 30 de septiembre de 1918, autorizaron al consejo de administración de los Ferrocarriles del Estado a realizar un préstamo con la Caja General de Depósitos y Instituciones de Previsión, para dilapidar el préstamo de la alcaldía, y el decreto 4811, con fecha del 31 de agosto, autorizó al director general de los Transportes Terrestres a realizar otro préstamo, para continuar las obras en varias líneas, incluyendo la de Reguengos.
El 14 de diciembre de 1926, se reunieron, en el Instituto Comercial de Lisboa, los representantes de varias administraciones, sindicatos agrícolas y otras instituciones, para discutir la construcción de diversas líneas, incluyendo la conexión de Évora con Pomarão. La inauguración del tramo entre Évora y Reguengos tuvo lugar el 6 de abril de 1927.

### Continuación hasta Moura y Mourão
El informe de 1931-1932 de la Dirección general de Ferrocarriles incluyó la realización de trabajos de campo para la construcción del tramo hasta Mourão, que totalizaban 19.332 metros de longitud.
En 1934, el ministro de Obras Públicas y comunicaciones recibió a una representación de la alcaldía de Barrancos, pidiendo una modificación en el trazado entre Moura y Mourão, de forma que sirviese a la localidad de Amareleja; en ese momento, este tramo estaba en estudio por una brigada de técnicos.

### Declive
En 1950, este ferrocarril pasó a un régimen de explotación económica, de la Compañía de los Caminhos de Ferro Portugueses.